# Perth Challenger 2001
Il Perth Challenger 2001 è stato un torneo di tennis facente parte della categoria ATP Challenger Series nell'ambito dell'ATP Challenger Series 2001. Il torneo si è giocato a Perth in Australia dal 12 al 18 marzo 2001 su campi in cemento.

## Vincitori

### Singolare
Vasilīs Mazarakīs ha battuto in finale  Jamie Delgado con il punteggio di 6–2, 6–4

### Doppio
Stephen Huss /  Lee Pearson hanno battuto in finale  Jordan Kerr /  Grant Silcock con il punteggio di 6–3, 4–6, 7–6(1)